# Kiedy puściły wały: Requiem w 4 aktach
Kiedy puściły wały: Requiem w 4 aktach – amerykański miniserial dokumentalny przedstawiający Nowy Orlean po ataku huraganu Katrina.

## Występują
- Spike Lee
- Darleen Asevedo
- Jay Asevedo
- Shelton Alexander
- Lee Arnold
- Gralen Bryant Banks
- Robert Bea
- Harry Belafonte
- Wilhelmina Blanchard
- Terence Blanchard
- Kathleen Blanco
- Douglas Brinkley
- Joseph Bruno
- Karen Carter
- Louis Cataldie
- Judith Morgan
- Cheryl Livaudais
- Will Chittenden
- Eddie Compass
- Harry Cook
- Sarah Dean
- Petri Laurimaa
- Emil Dumesnil
- Michael Eric Dyson
- Felton Earls
- Paris Ervin
- Sylvester Francis
- Herbert Freeman Jr.
- Dale Girard
- Louella P. Givens
- Anita Gupta
- Glenn Hall
- Josephine Butler
- Donald Harrison
- Darnnell Herrington
- Corey Hebert
- Damon Hewitt
- Freddie Hicks
- Justin Hite
- Fred Johnson
- Michael Katz
- Michael Knight
- Mitch Landrieu
- Phyllis Montana LeBlanc
- Trymaine Lee
- Brendan Loy
- Calvin Mackie